# 雷西姆农考古博物馆
雷西姆农考古博物馆（希臘語：Αρχαιολογικό Μουσείο Ρεθύμνου）是希腊克里特岛雷西姆农的一个博物馆，位于雷西姆农城堡的奥斯曼帝国堡垒，收藏有米诺斯文明、古希腊等时期的文物。

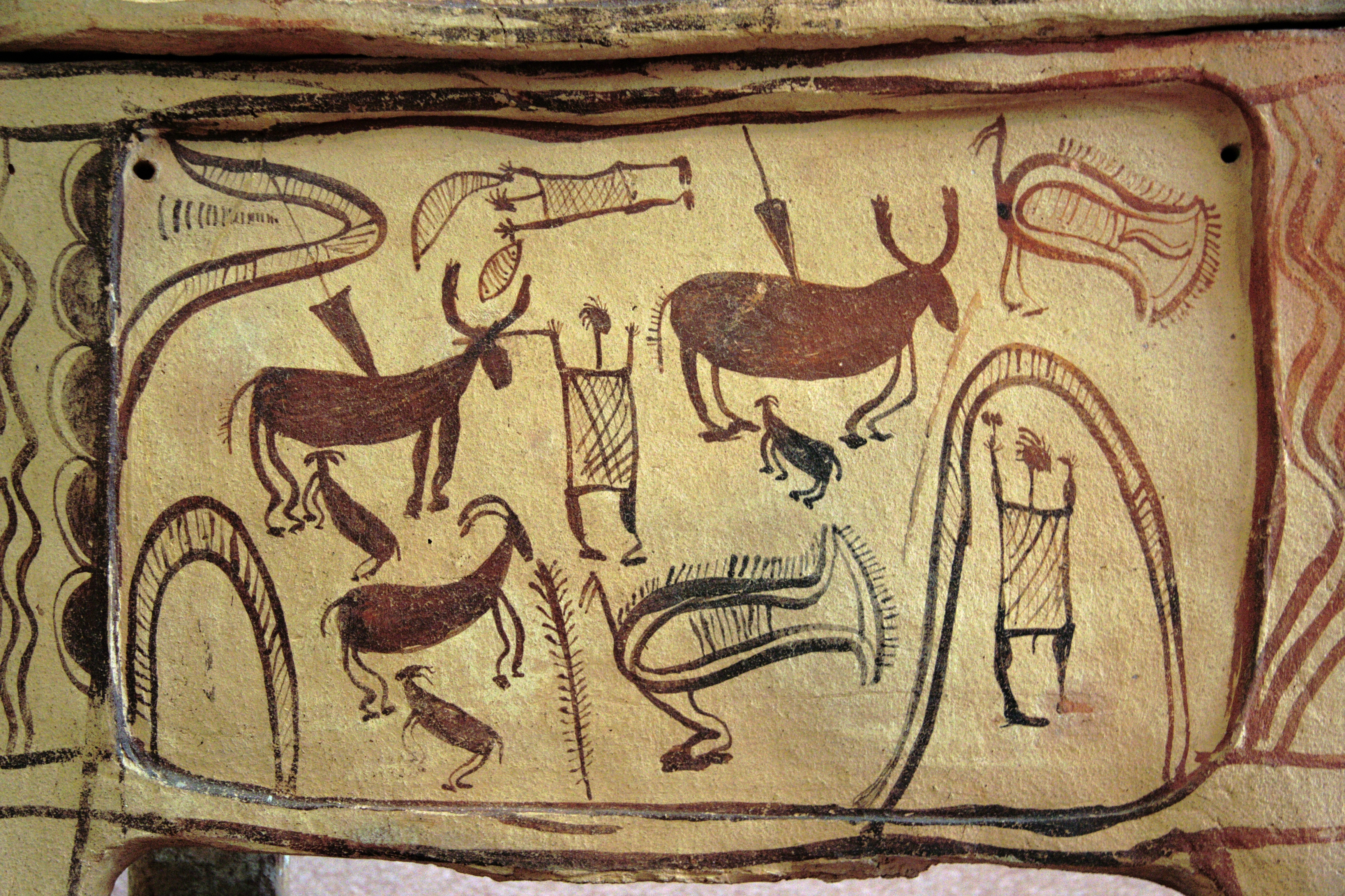
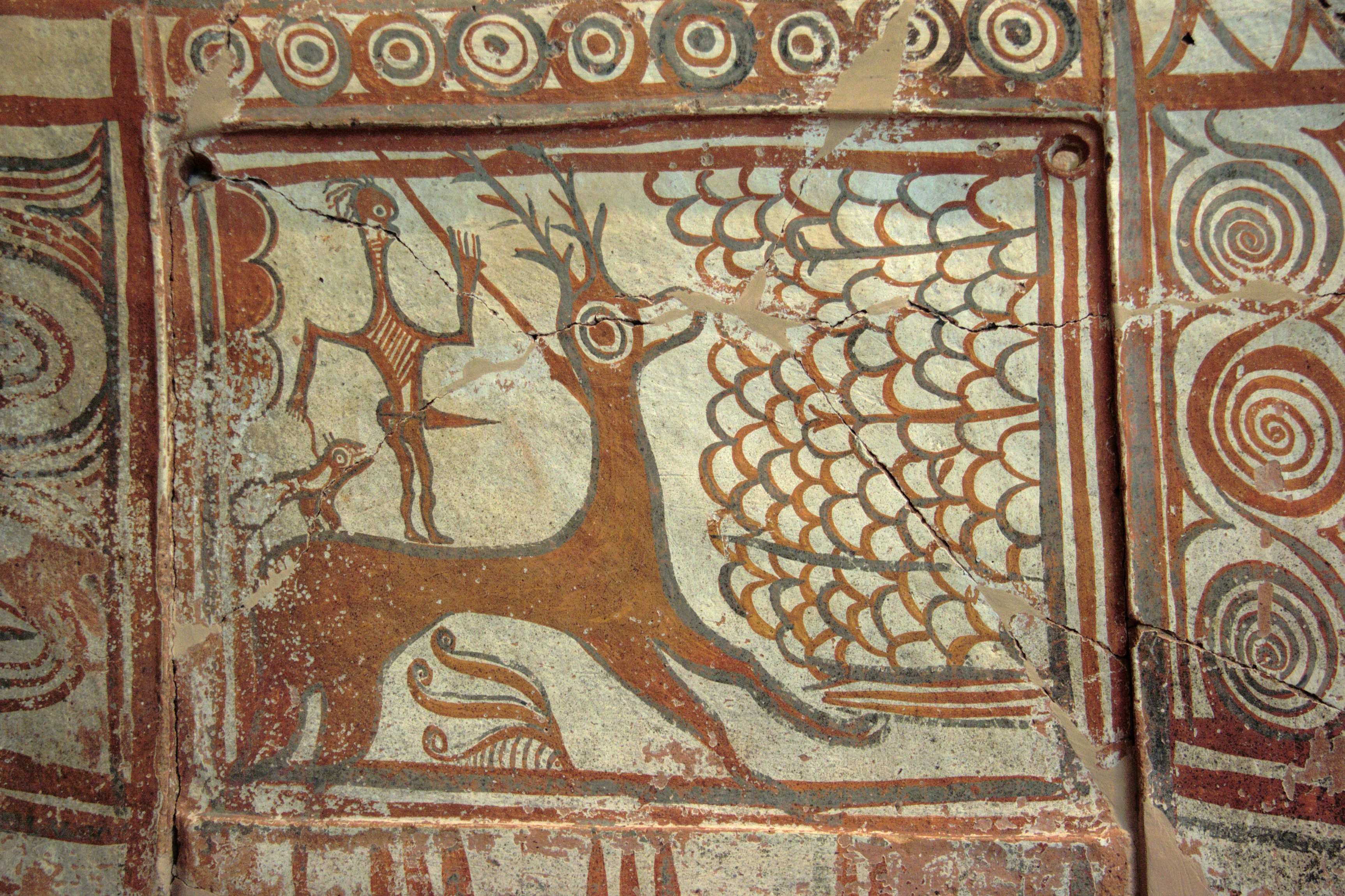
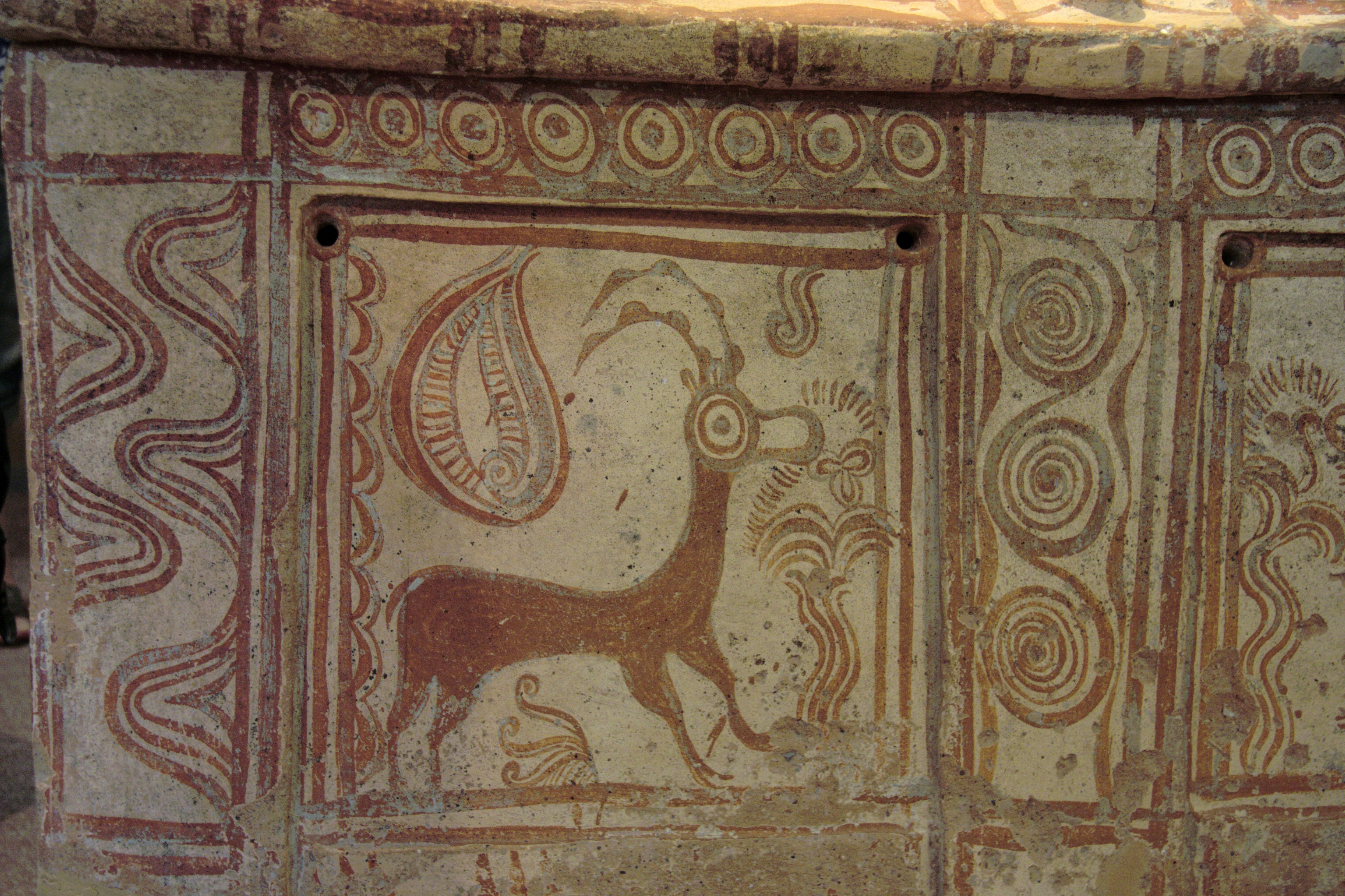
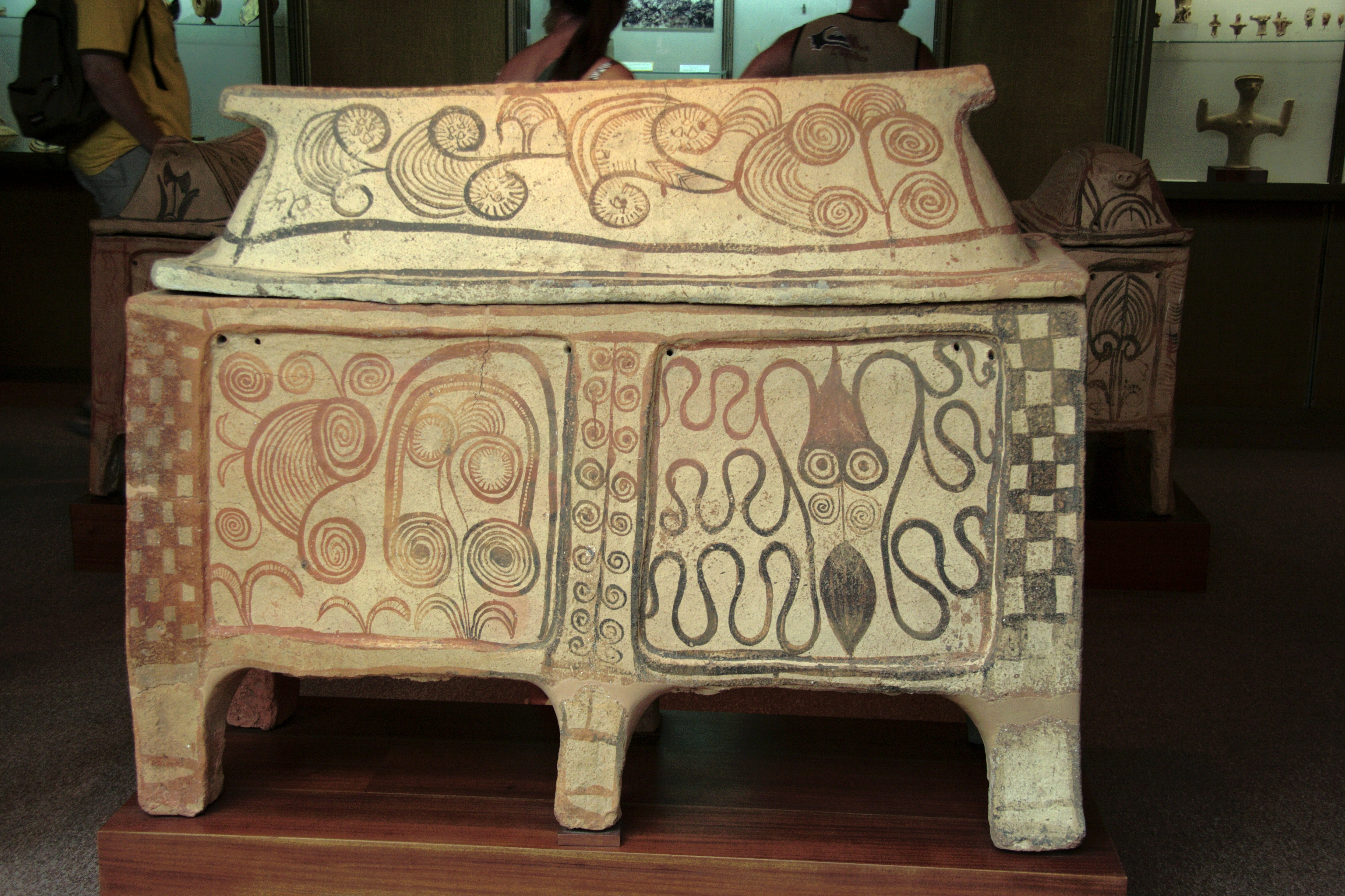
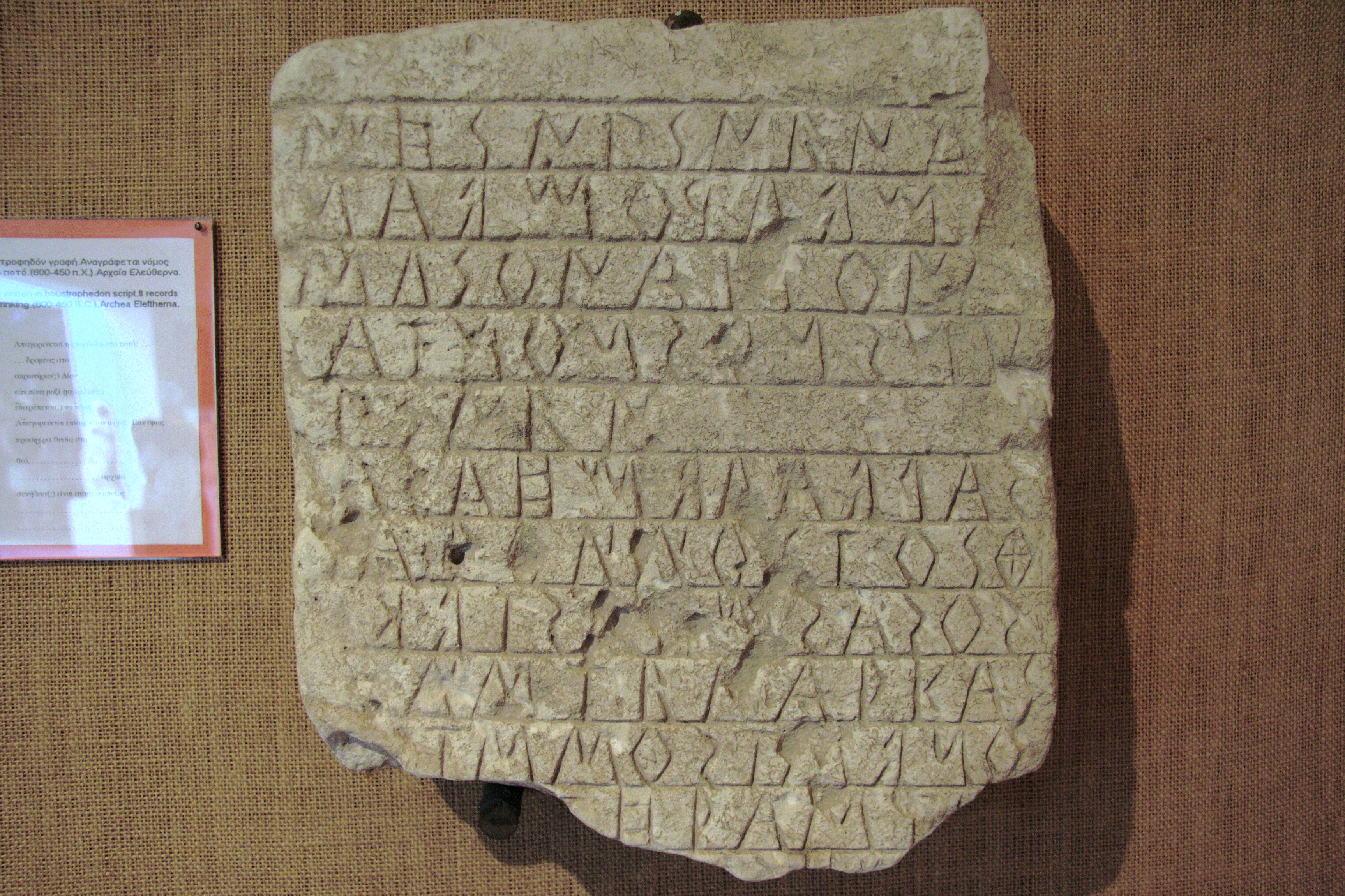